# Csedzsui nemzetközi repülőtér
A csedzsui repülőtér (IATA: CJU, ICAO: RKPC) nemzetközi repülőtér Dél-Koreában, a Csedzsu-szigeten.

## Futópályák
A repülőtér futópályái:
- 07/25 (3180 m, 45 m, aszfalt)
- 13/31 (1900 m, 45 m, aszfalt)

## Forgalom
Az utasforgalom az elmúlt években az alábbi módon változott:
| Utasok száma | 9 819 129 | 9 125 939 | 10 802 989 | 11 354 925 | 12 448 084 | 17 201 878 | 23 197 796 | 29 707 364 | 31 316 394 | 29 703 662 |
|              | 1997      | 2000      | 2003       | 2005       | 2008       | 2011       | 2014       | 2016       | 2019       | 2022       |

A szigetre irányuló hatalmas légiforgalom miatt a Szöul-Csedzsu közötti légifolyosó a világ egyik legforgalmasabbika. A repülőtér tehermentesítésére tervben van egy tenger alatti vasúti alagút építése a szárazföld felé.